# Шарфенштайн (замок, Тюрингия)
Шарфенштайн (нем. Scharfenstein) — средневековый замок в Айхсфельде (Тюрингия). Впервые упоминается в 1209 году. По своему типу относится к замкам на вершине.

## История

### Средние века

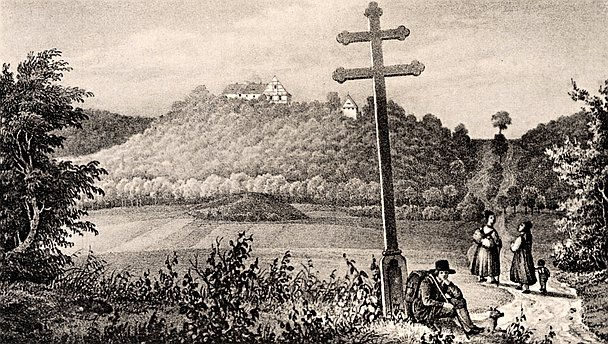
Замок на рисунке XIX века

Строительство замка началось предположительно около 1200 года на вершине Бергспорн. Судя по всему, в те годы эта территория была необитаема.
Первое документальное упоминание о замке относиться к 1209 году. Владельцем назван Дитрих Бёме Шарфенштейн.
В начале XIII века замок был расширен и стал принадлежать графам Глайхенштайн.
Ландграф Людвиг IV из Тюрингии, который враждовал с епископом Майнца Зигфридом II фон Эппенштайном, завоевал замок в 1219 году и разрушил его.
В середине XIII века Шарфенштайн был перестроен семьёй Глайхенов и обнесён новой кольцевой стеной.
В 1287 году замок сдали в аренду архиепископу Тюрингии ландграфу Генриху II.
В 1294 году Шафренштайн был продан из-за больших долгов графа Генриха фон Глайхенштайна вместе с замками Биркенштайн (около Биркунгена) и Глайхенштайн (около города Вахшедта) архиепископу Майнца Герхарду II фон Эппенштейну. Одновременно был продан и Айхсфельд, который оставалась во владении Майнца до 1802 года.
В XIV веке Шарфенштайн был расширен и стал центральным пунктом общины, в которую входили 14 деревень, два монастыря и несколько мельниц.
В XV веке Шарфенштайн стал собственностью семьи Винцингероде.
После удара молнии замок почти полностью сгорел в 1431 году. Но Винцингероде восстановили его.

### Во времена Крестьянской войны
В 1521 году бывший цистерцианский монах Генрих Пфайффер объявился в окрестностях Шарфенштайна. Здесь он проповедовал два года и обрёл много сторонников. Причём Пфайффер нередко останавливался непосредственно в замке. В 1523 Пфайфферу пришлось покинуть замок. Он отправиться в Мюльхаузен, где встретился с Томасом Мюнцером.
В мае 1525 года крестьяне из окрестных областей под руководством Пфейффера и Мюнцера разграбили многие замки и монастыри в данном районе. В том числе монастырь Райфенштайн и замок Шарфенштайн.
Семь лет спустя замок был перестроен Фридрихом фон Винцингероде. Благодаря тому, что семья Винцингероде придерживалась лютеранства, реформация пришла и в Шарфенштайн.
В последующие годы замок служил тюрьмой и постепенно терял значение в качестве оборонительного сооружения.

### Новое и новейшее время
В 1802 году Айхсфельд и, соответственно, замок Шарфенштейн перешли под контроль Пруссии. Многие обветшавшие строения были снесены в 1864 году. В 1909 году замок сгорел из-за очередного удара молнии.
После Второй мировой войны в ГДР замок был национализирован. С 1960 года его использовали как дом отдыха для работников комбината «Солидор Хайлигенштадт».
С 1990 года замком Шарфенштайн управляли муниципальные службы, а в 2002 года он перешёл в собственность города Лайнефельде-Ворбис.
С 2006 года начались восстановление и реставрация замка. Шарфенштайн рассматривался как возможное место посещения папы во время его визита в Айхсфельд в сентябре 2011 года. Была проведена серьёзная реконструкция помещений. Однако, во время визита папа отправился в паломничество в Этцельсбах.
Вокруг замка оборудованы смотровые площадки, откуда открываются прекрасные виды на Гарц и Броккен.
Перед воротами замка сохранилась липа, возраст которой превышает 550 лет. Диаметр дерева составляет почти 8 метров.

## Известные владельцы
- 1209: Дитрих Бёме фон Шарфенштайн.
- 1253: Оттон де Шарфенштайн.
- 1287: Николаус Шарфенштейн, наместник графов Гляйхен.
- 1290: Рыцарь Хуго фон Маркия.
- 1294: Оттон и Фридрих фон Шарфенштайн.
- 1300: Отто фон Ворбис.
- 1300: Людвиг фон Киндехаузен.
- 1338: Тиль фон Бодунген, Тиль Кнорр и Бертольд фон Вертер.
- 1341: Апель Вестхаузен.
- 1361: Тиль фон Бодунгена, Генрих фон Боденштейн и Генрих фон Кнорр.
- 1373: Видекинд фон Гайследен.
- 1381: Ганс фон Кнорр.
- 1387: Ганс фон Бодунген совместно с Оттоном, Германом, Фридрихом фон Ворбисом и семьёй Винцингероде.
- 1388: Братья Экард и Тило фон Боденштайн.
- 1415: Иоганн фон Винцингероде.
- 1438: Генрих Старший и Генрих Младший Винцингероде.
- 1440: Берлд и Зигрид фон Вильдунген.
- 1469: Фридрих Линсинген.
- 1479: Энгельхард, Георг и Бурхард фон Энценберг.
- В том же году Ханс и Герман фон Винцингероде официально покупают замок.
- 1521: Ханс фон Энценберг, совладелец замка.
- 1525: Фридрих фон Винцингероде
- 1556: Ганс и Бертрам фон Винцингероде.

## Галерея

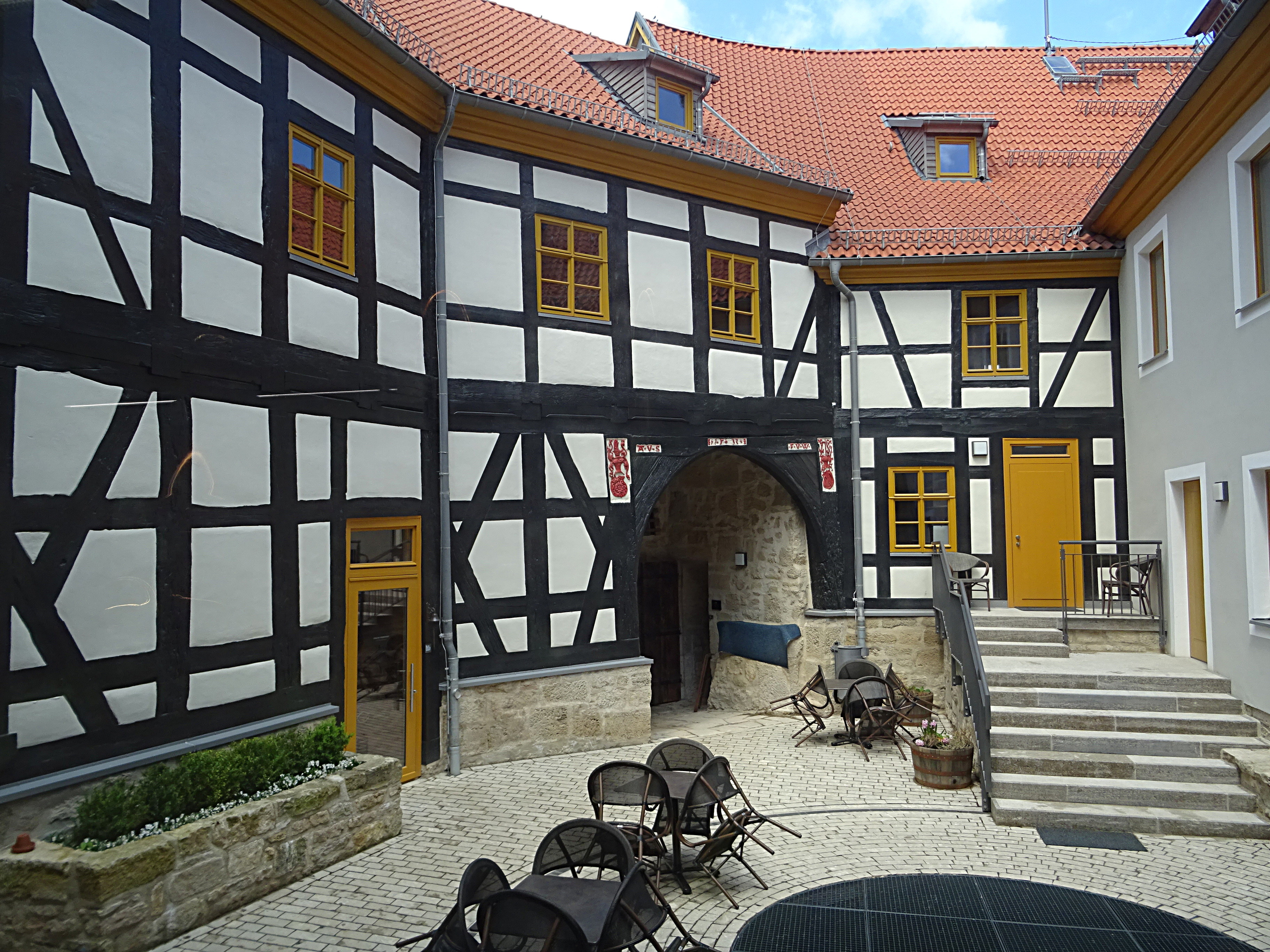
Внутренний двор замка
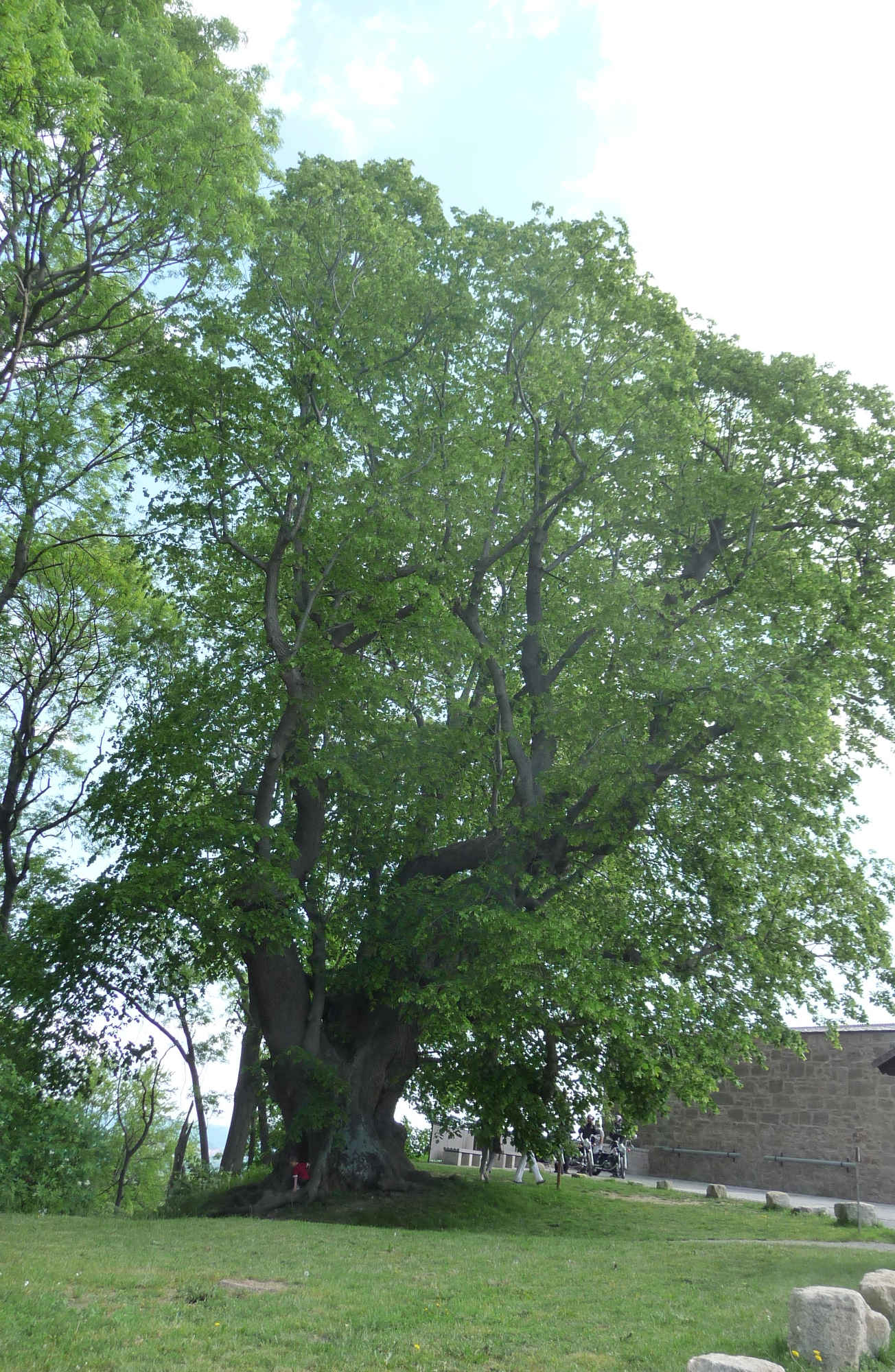
500-летняя липа перед воротами замка
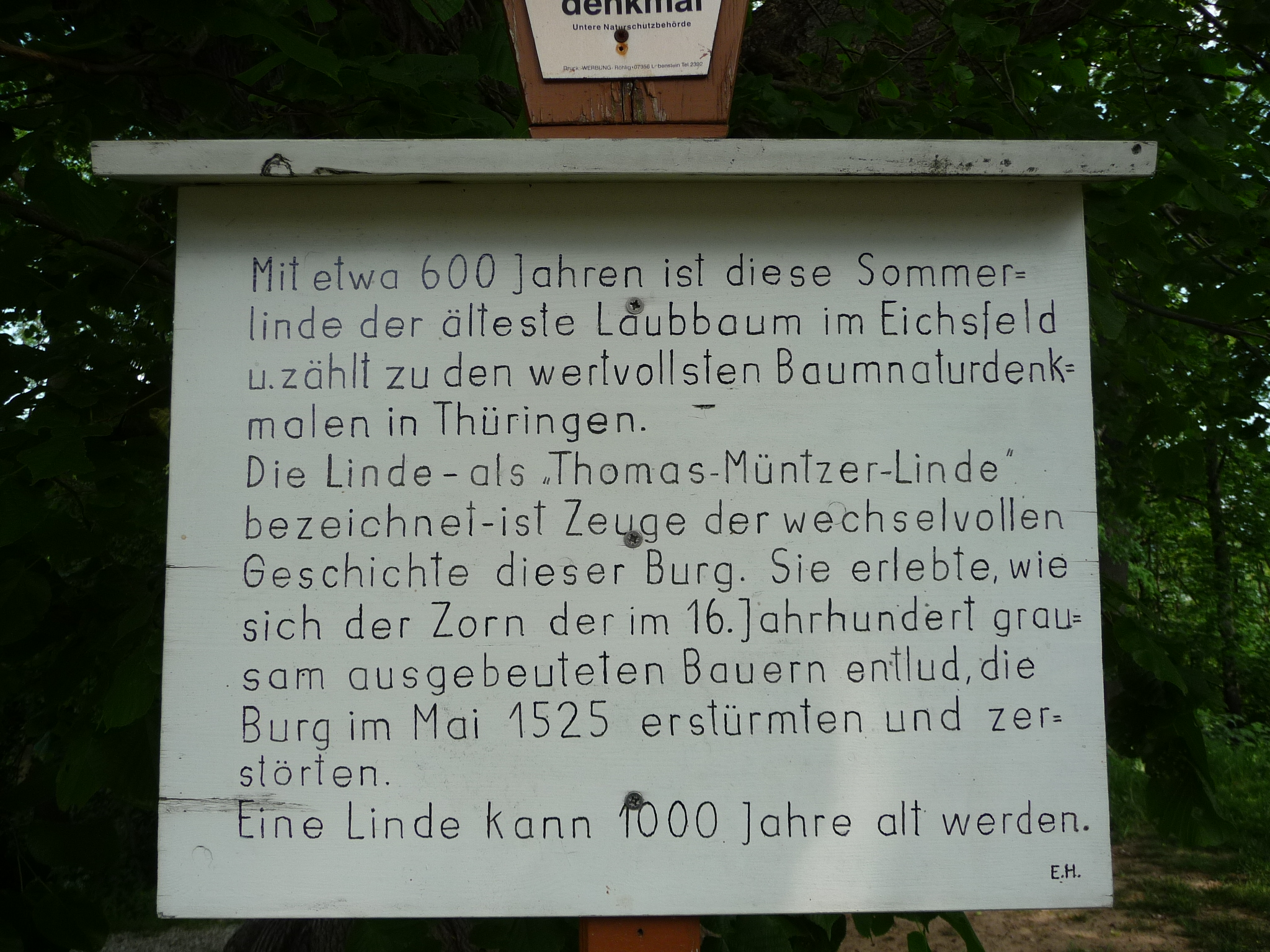
Табличка с упоминанием Томаса Мюнцера около липы
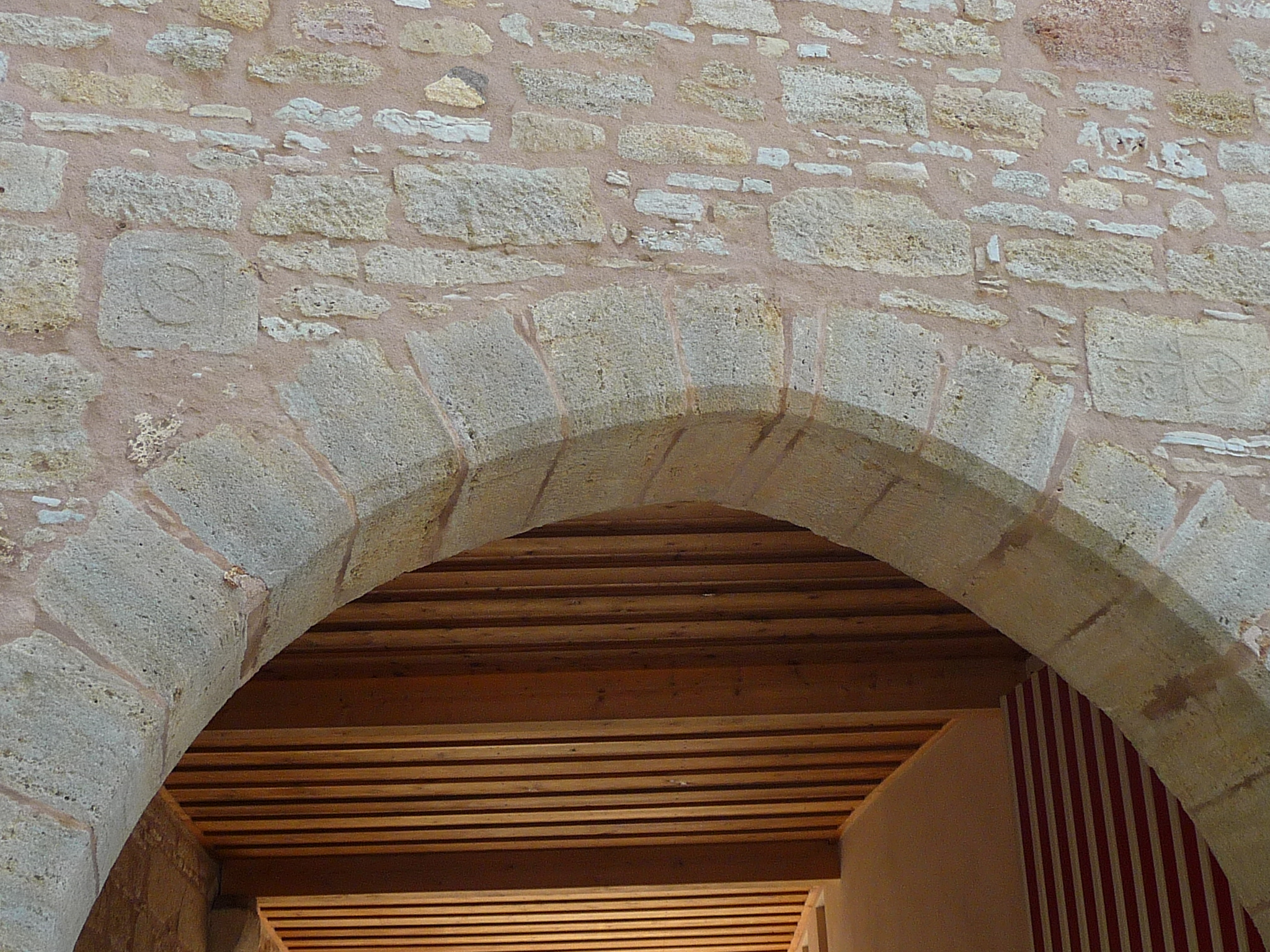
Замковые ворота с указанием года: 1587
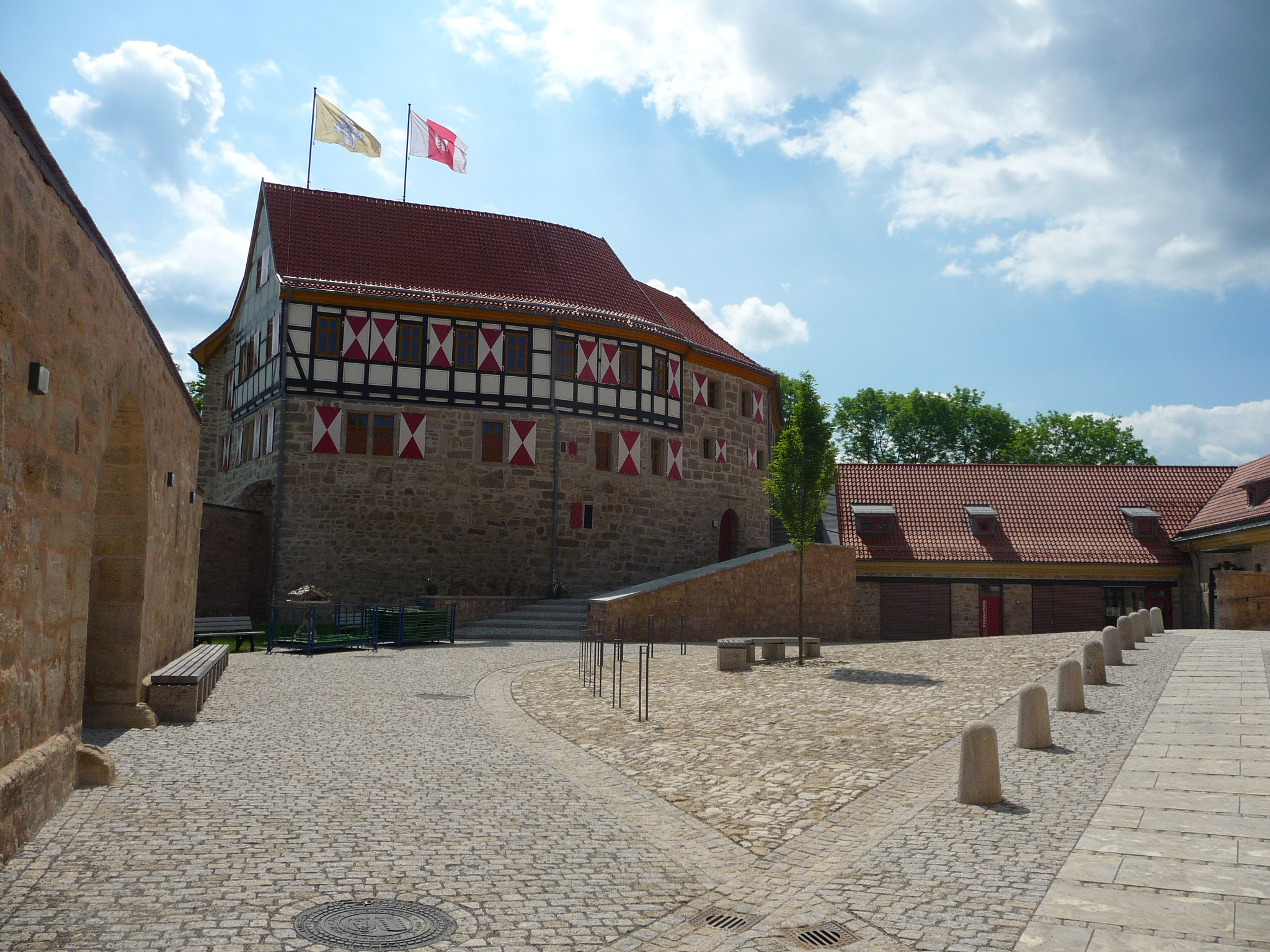
Вид внутреннего двора
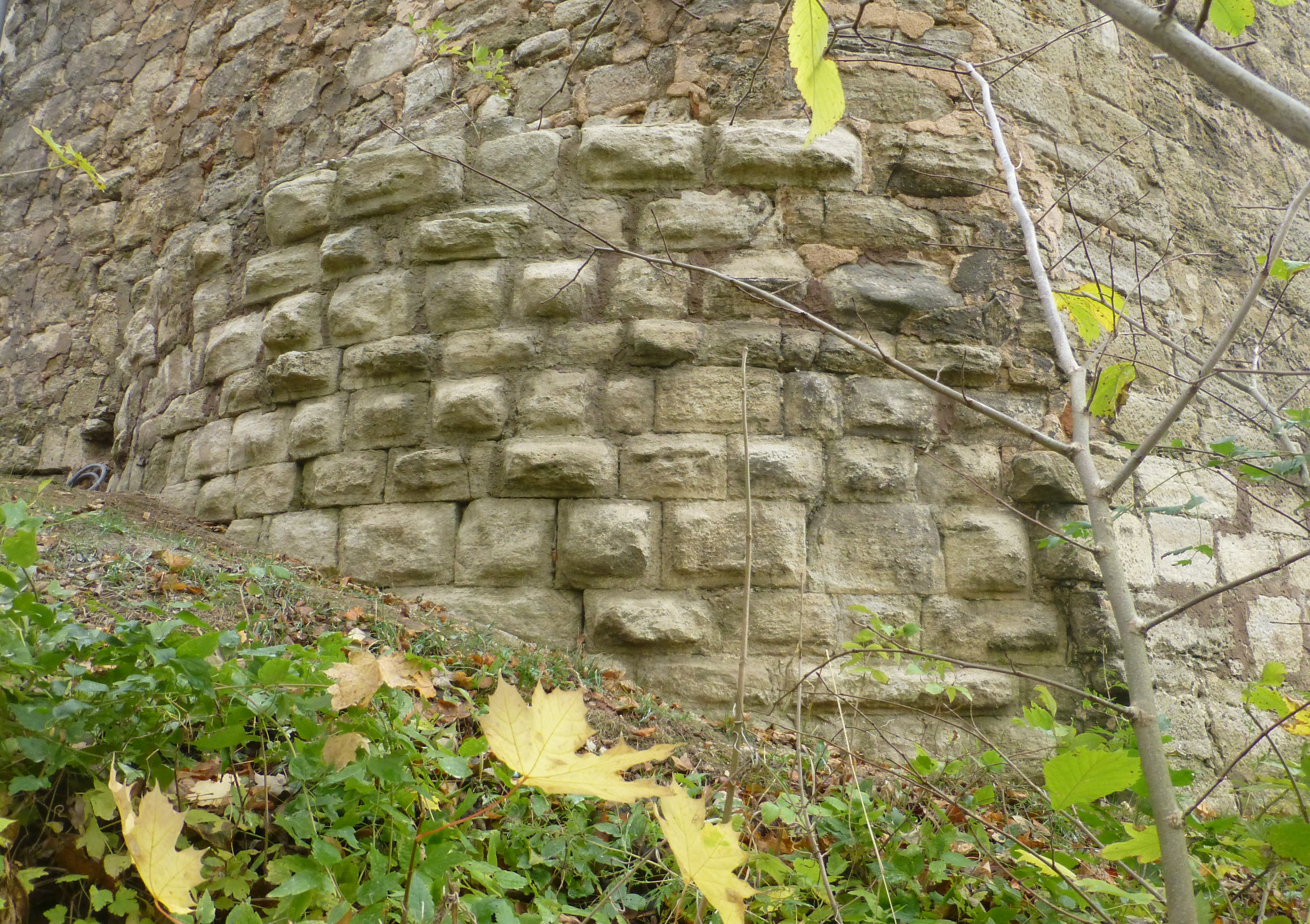
Старинная каменная кладка в основании угловой башни